# Anthony Barness
Anthony Barness, angleški nogometaš, * 25. februar 1973, Lewisham, London, Anglija, Združeno kraljestvo.
Barness je nekdanji nogometni branilec.